# Frederic Leighton
Pour les articles homonymes, voir Leighton.
Frederic Leighton, né le 3 décembre 1830 à Scarborough et mort le 25 janvier 1896 à Kensington, est un peintre et sculpteur britannique de l'époque victorienne.

## Biographie

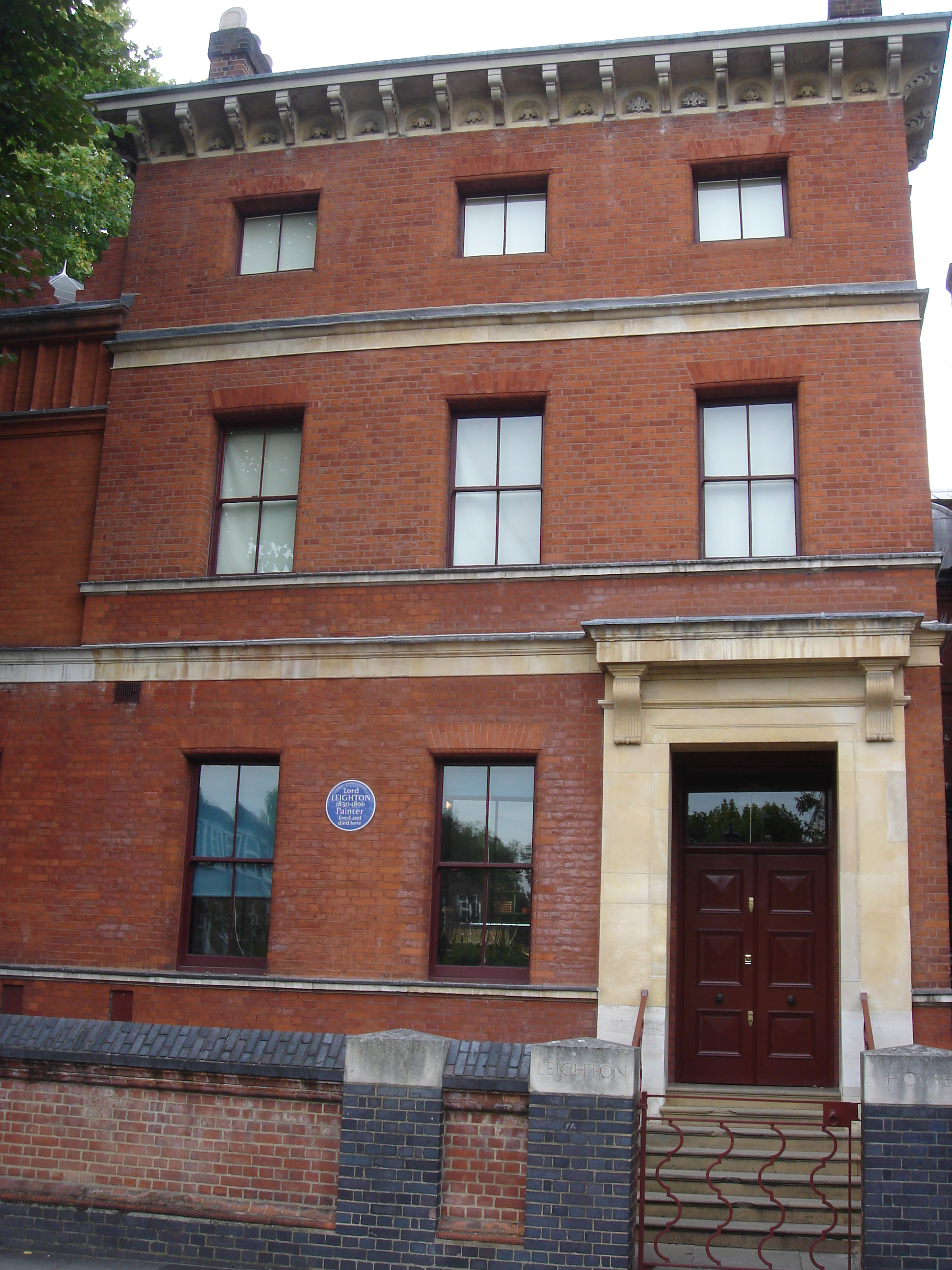
Leighton House Museum à Kensington.

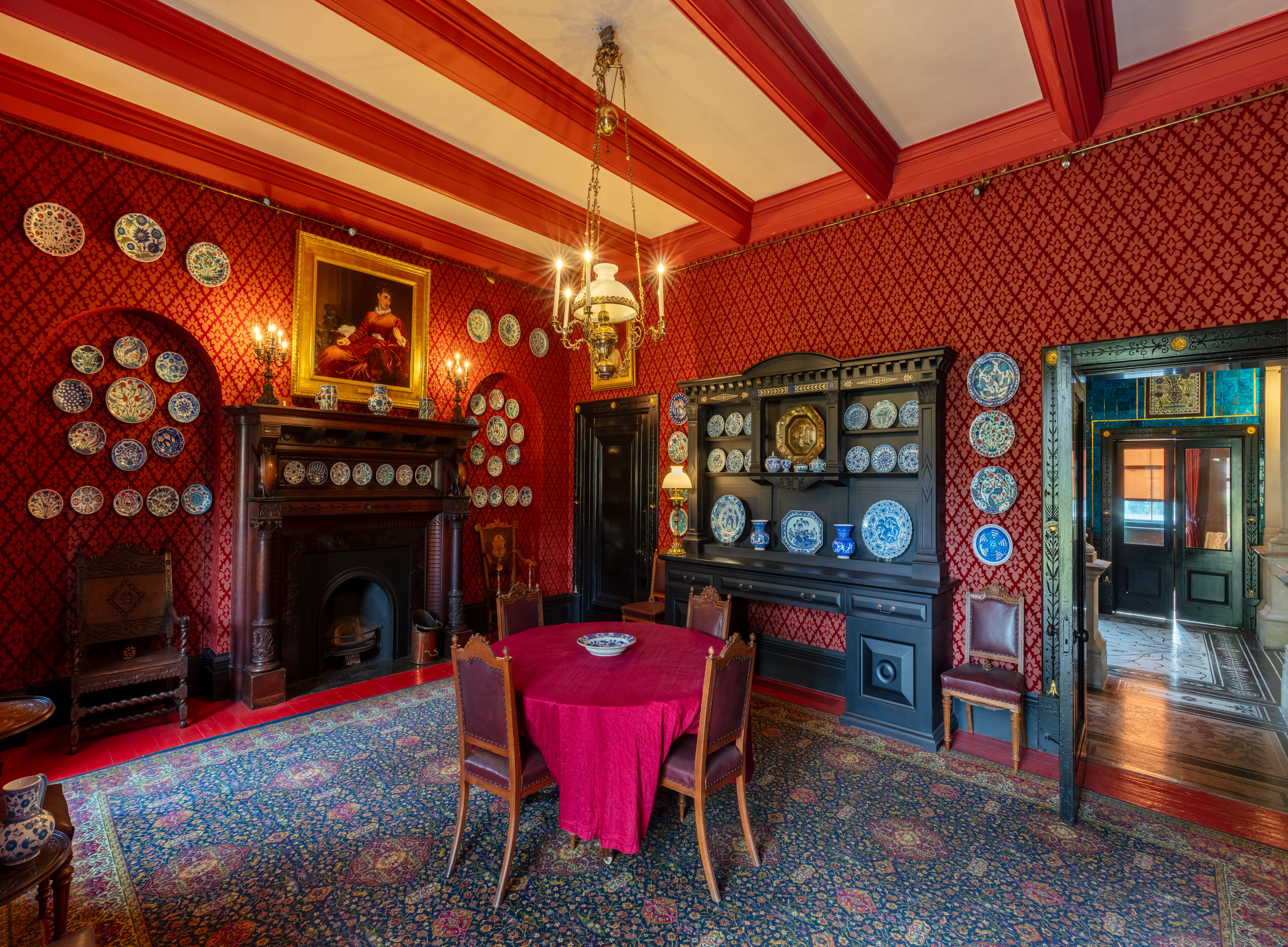
Intérieur du Leighton House Museum, de styles venus de l'orientalisme et de l'esthétisme. Novembre 2022.

Cet artiste fut en son temps très à la mode et exerça une forte influence, si bien qu'il fut élu en 1878 président de la Royal Academy.
Ses peintures convenaient parfaitement à l'esprit nostalgique de l'époque victorienne : elles reflètent sa quête de l'« âge d'or » remontant aux périodes de la Grèce et de la Rome antiques. Dans ses œuvres Clytie, Idylle et Filles grecques ramassant des galets au bord de mer, Leighton idéalise ce passé glorieux alors en vogue. Il a notamment exposé au Royal Glasgow Institute of the Fine Arts.
Frederic Leighton est fait chevalier en 1878, puis créé baronnet en 1886 et est le premier peintre britannique à recevoir une pairie en 1896, lorsqu'il est créé, la veille de sa mort, baron Leighton, of Stretton.
La maison où Leighton meurt en 1896, au 12, Holland Park Road, à Kensington, est aujourd'hui un musée qui lui est dédié (Leighton House Museum) avec les intérieurs dans le style arabe.
Frederic Leighton a participé aux activités de la Royal Drawing Society.

## Œuvres de Frederic Leighton
- Le Pêcheur et la sirène (The Fisherman and the Siren), c. 1856 - 1858 (66,3 × 48,7 cm)
- La Lune de miel du peintre (The Painter's Honeymoon), c. 1864 (83,8 × 76,8 cm)
- La Mère et l'enfant (Mother and Child), c. 1865, (48,2 × 82 cm)
- Actaea, nymphe du rivage (Actaea, the Nymph of the Shore), c. 1868 (57,2 × 102,2 cm), musée des beaux-arts du Canada, Ottawa.
- Dédale et Icare (Daedalus and Icarus), c. 1869, (138,2 × 106,5 cm)
- Héraclès luttant contre la Mort venue chercher Alceste (Hercules Wrestling with Death for the Body of Alcestis), 1869-1871, (132,4 × 265,4 cm)
- Filles grecques ramassant des galets au bord de la mer (Greek Girls Picking up Pebbles by the Sea), 1871 (84 × 129,5 cm)
- La Leçon de musique (Music Lesson), c. 1877, (92,8 × 118,1 cm)
- Nausicaa, c. 1878 (145 × 67 cm)
- En enroulant l'écheveau (Winding the Skein), c. 1878, (100,3 × 161,3 cm)
- Lumière du harem (Light of the Harem), c. 1880, (152,4 × 83,8 cm)
- Mariés (Wedded), c. 1881 - 1882 (145,4 × 81 cm)
- Andromaque prisonnière (Captive Andromache), c. 1888 (197 × 406,5 cm)
- Le Bain de Psyché (The Bath of Psyche), c. 1889−90 (189,2 × 62,2 cm), Tate Gallery
- Le Retour de Perséphone, 1891
- Persée et Andromède (Perseus and Andromeda), 1891 (235 × 129,2 cm)
- Le Jardin des Hespérides (The Garden of the Hesperides), c. 1892, (169 × 169 cm)
- June flamboyante (Flaming June), c. 1895, Museo de Arte, Ponce, Porto Rico (120,6 × 120,6 cm)
- Le Bracelet (The armlet)
- La Réconciliation des Montaigus et des Capulets devant les corps morts de Roméo et Juliette (Reconciliation of the Montagues and Capulets)
- Phoebé (55,88 × 60,96 cm)
- Crenaia, la nymphe du Dargle, 1880, collection Perez Simon [7]
- La Madone de Cimabue portée en procession à Florence, Royal Collection
- The Tragic Poetess, collection particulière

## Galerie

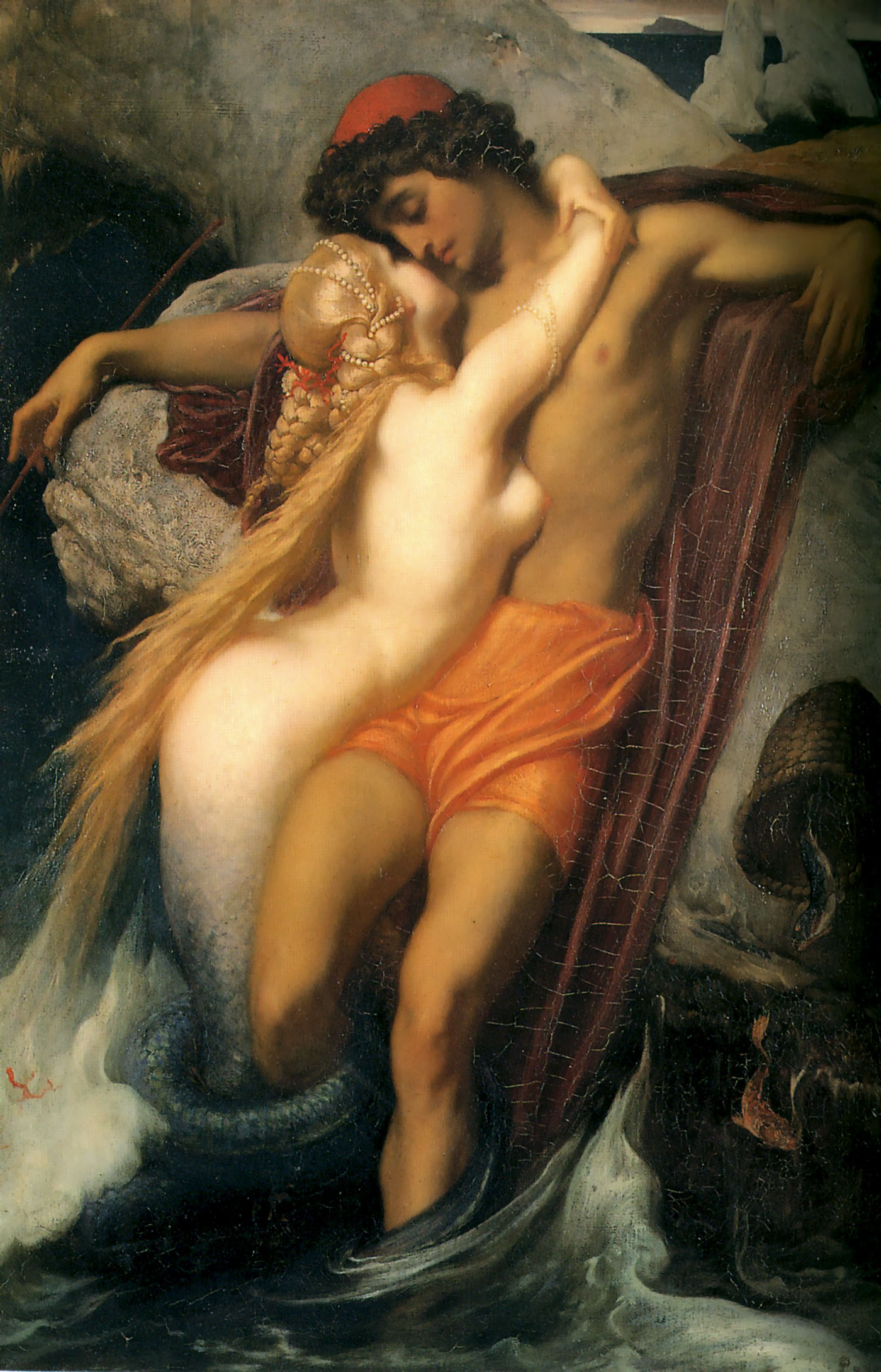
Le Pêcheur et la sirène, v. 1856-1858
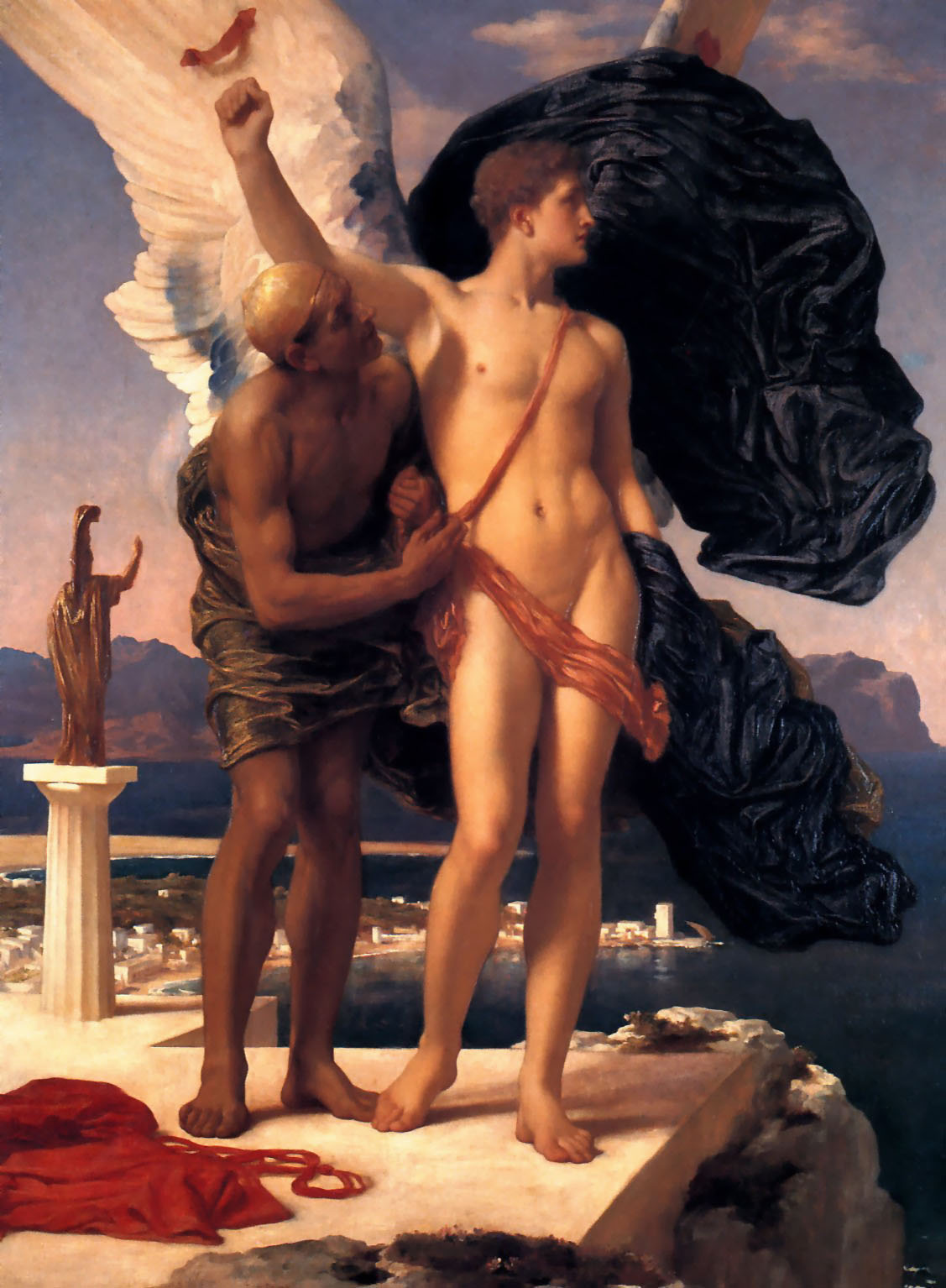
Dédale et Icare, v. 1869
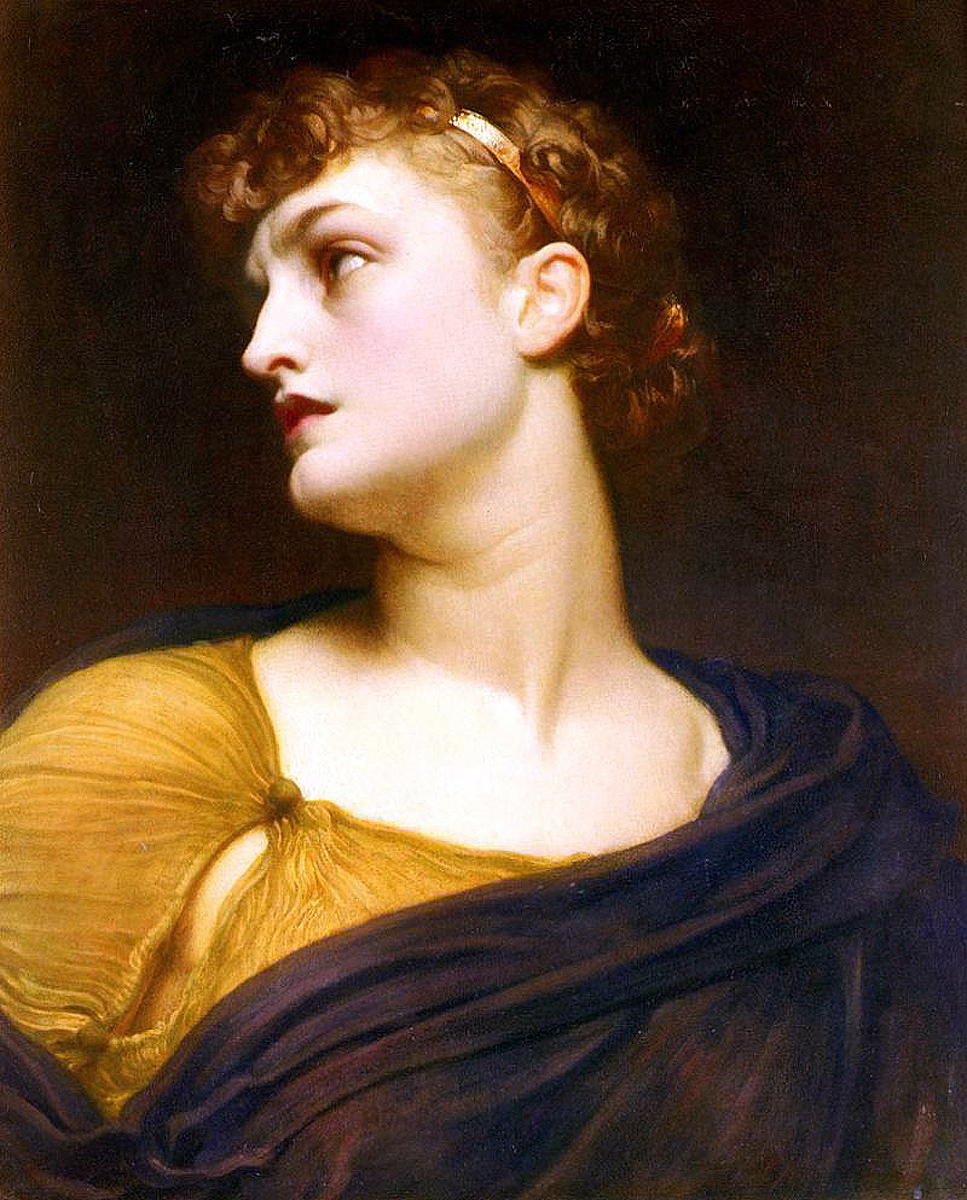
Antigone, 1882
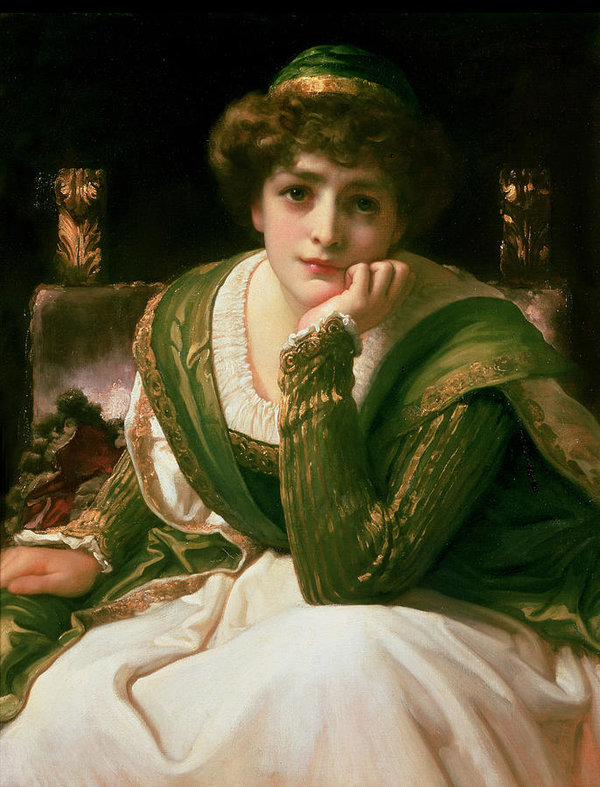
Desdémone, c. 1888
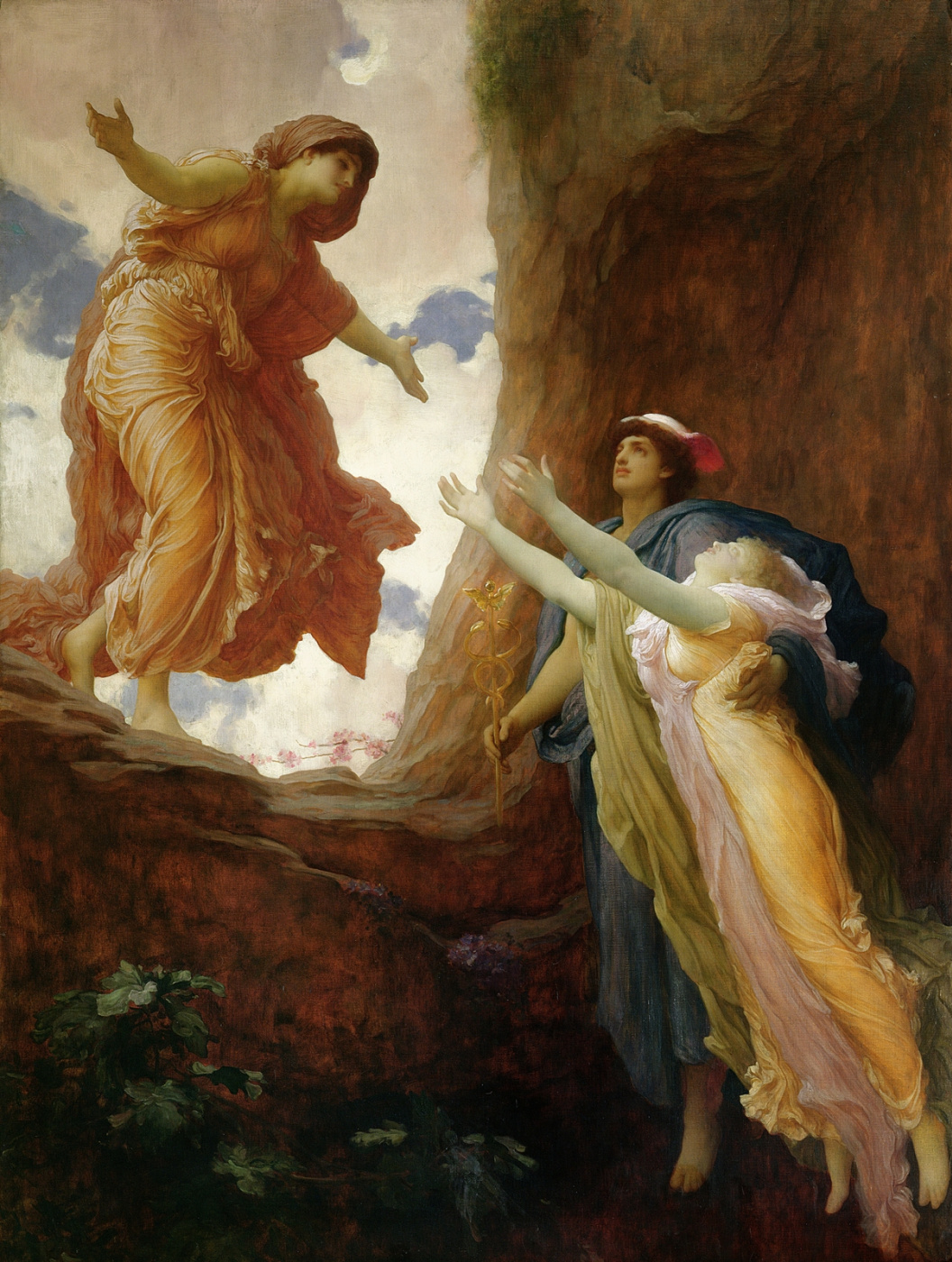
Le Retour de Perséphone, 1891
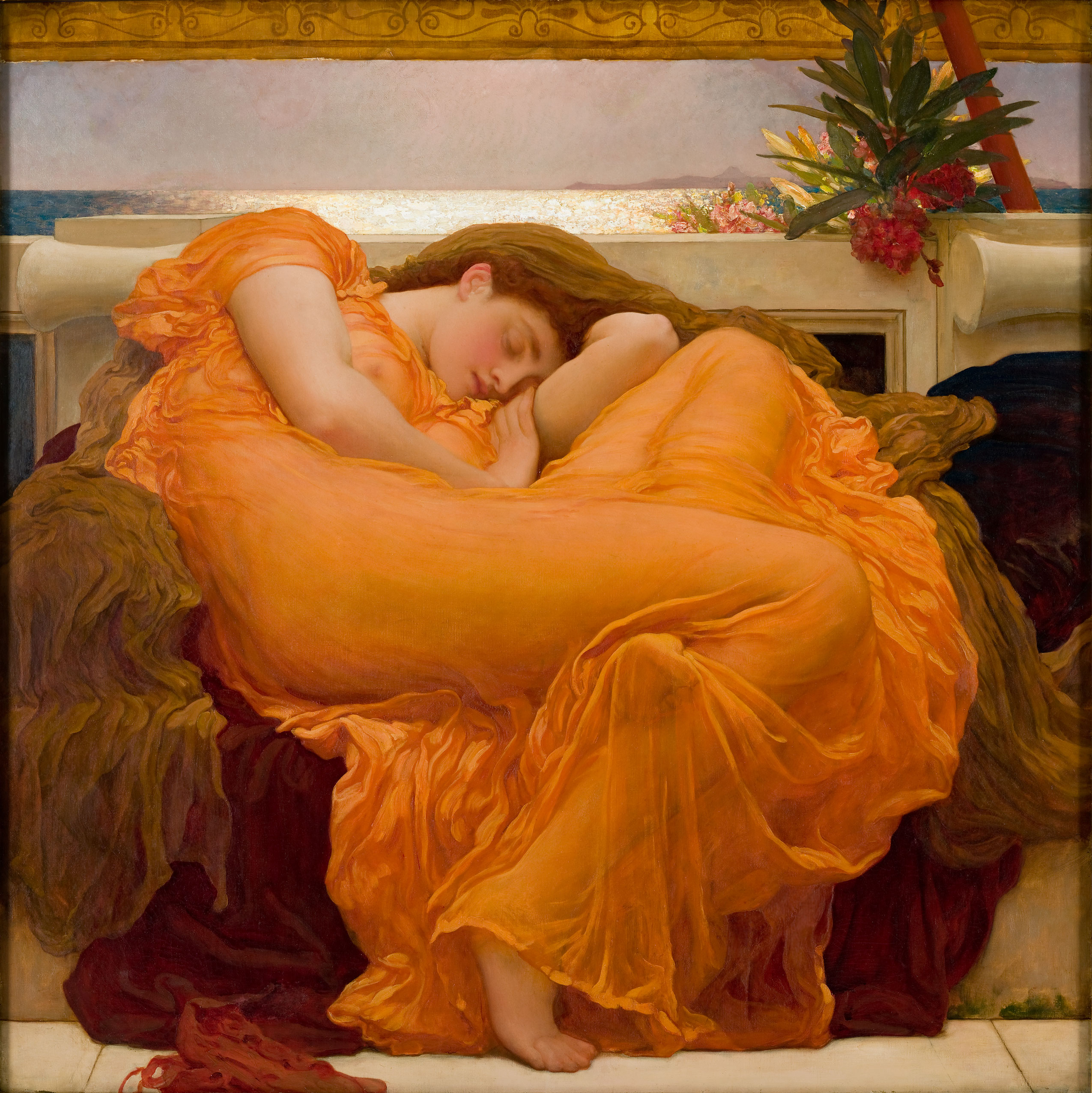
June flamboyante, v. 1895
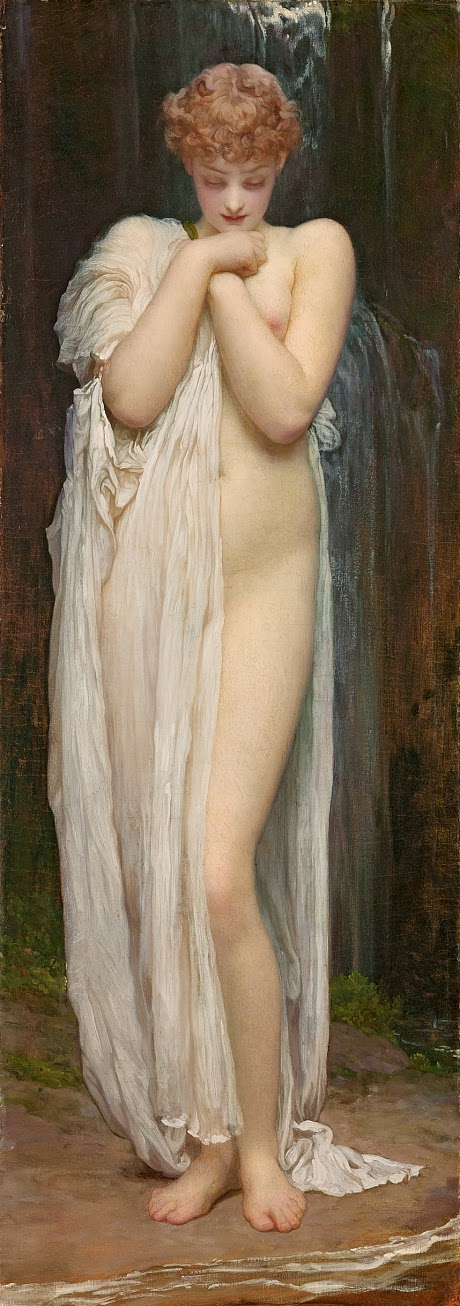
Crenaia, the Nymph of the Dargle 1880